# Municipio de Neptune
El municipio de Neptune (en inglés: Neptune Township) es un municipio ubicado en el condado de Monmouth en el estado estadounidense de Nueva Jersey. En el año 2010 tenía una población de 27,935 habitantes y una densidad poblacional de 1,230 personas por km².

## Geografía
El municipio de Neptune se encuentra ubicado en las coordenadas 40°12′33″N 74°2′19″O / 40.20917, -74.03861.

## Demografía
Según la Oficina del Censo en 2000 los ingresos medios por hogar en el municipio eran de $46,250 y los ingresos medios por familia eran $57,735. Los hombres tenían unos ingresos medios de $42,920 frente a los $31,057 para las mujeres. La renta per cápita para la localidad era de $22,569. Alrededor del 11.7% de la población estaba por debajo del umbral de pobreza.